# توافقنامه بروکسل
این توافق‌نامه در ۴ اسفند ماه ۱۳۸۲ برابر با ۲۳ فوریه ۲۰۰۴ به امضاء رسید و ایران متعهد شد ساخت و آزمایش سانتریفیوژهای مورد نیاز برای غنی‌سازی را متوقف کند و اقدام به ساخت قطعات یدکی سانتریفیوژهای موجود در آن زمان را نیز تعلیق کند. در این مذاکرات ریاست هیئت ایرانی بر عهده حسن روحانی و ریاست هیئت اروپایی بر عهده خاویر سولانا بود.

## متن کامل توافقنامه
تعهدات ایران به شرح زیر می‌باشد:
- ارائهٔ اظهارنامه‌ها برطبق پروتکل الحاقی و راستی آزمایی آن‌ها توسط آژانس.
- تعلیق مونتاژ و آزمایش سانتریفیوژها.
- تعلیق ساخت داخلی قطعات سانتریفیوژ.
- اعمال تعلیق فعالیت‌های غنی‌سازی نسبت به تمامی تأسیسات موجود در ایران.
تعهدات سه کشور اروپایی نیز به شرح زیر می‌باشد:
- کار فعال برای شناسایی تلاش‌های ایران در اجلاس ژوئن ۲۰۰۴ شورای حکام به منظور عادی کردن اجرای پادمان‌ها و پروتکل الحاقی در ایران.
- اعتقاد به این که اجرای تعهدات ایران، به تقویت فرایند رابطه سازی بین اتحادیه اروپا و ایران کمک خواهد کرد و راه گفتگو با ایران را که از دوماه بعد و با هدف توافق در مورد تضمین‌های درازمدت مربوط به برنامهٔ تولید نیروی هسته‌ای ایران صورت می‌پذیرد، مهیا خواهد کرد.